# Ryan Doble
Ryan Alan Doble (Blaenavon, Gales, 1 de febrero de 1991), futbolista galés. Juega de delantero y su actual equipo es el Shrewsbury Town de la Football League One de Inglaterra.

## Selección nacional
Ha sido internacional con la Selección de fútbol de Gales Sub-21.

## Clubes
| Club             | País       | Año       |
| ---------------- | ---------- | --------- |
| Stockport County | Inglaterra | 2011      |
| Oxford United    | Inglaterra | 2011      |
| AFC Bournemouth  | Inglaterra | 2011      |
| Southampton FC   | Inglaterra | 2011-2012 |
| Bury FC          | Inglaterra | 2012      |
| Shrewsbury Town  | Inglaterra | 2012-     |